# 岡本仁志
岡本仁志（1976年6月12日—）是日本的吉他演奏家，作曲家。舊名岡本仁。主要活動為擔任日本團體GARNET CROW的吉他手。

## 經歷
- 學生時代
  - 中學二年級時被學習鋼琴的同學影響，開始學習吉他。
  - 本來是想學鼓，由於住在住宅區，最後才選擇了吉他。
- 加入Being,Inc.、GARNET CROW組成
  - 大學四年級時，寄了自己的音樂作品到Being,Inc.成為契機而進入了該公司。
  - 1999年參加了ZARD的單曲製作及「Cruising & Live」演唱會。
  - 同年和新人作曲家中村由利、作詞家AZUKI七、編曲家古井弘人，意氣投合組成了GARNET CROW。
  - 2004年參加了ZARDWhat a beautiful moment演唱會，擔任吉他手一職。

## 相關網站
- 岡本仁志 OFFICIAL WEBSITE （页面存档备份，存于）
- GARNET_CROW_Official_WebSite （页面存档备份，存于）